# Fátima Alfiri
Fátima binte Maomé Alfiria Coraixita (em árabe:  فاطمة بنت محمد الفهرية القرشية, lit. 'Fatimah bint Muhammad Al-Fihriya Al-Qurashiya' Cairuão, 800 - Fez, 880), melhor conhecida como Fátima Alfiri, foi uma mulher árabe e muçulmana que teria fundado a mais antiga e ainda em funcionamento instituição de ensino superior do mundo, uma madraça, a Universidade al Quaraouiyine em Fez, no Marrocos, em 859.

## Biografia
Fatima e sua família migraram para Fez, no Marrocos, vindos de Cairuão, hoje na Tunísia, no começo do século IX. Isso ocorreu durante o reinado de Idris II, conhecido por ser um muçulmano devoto e um governante habilidoso. Fez, na época, era uma metrópole empolgante e em expansão, que vendia a promessa de felicidade e riqueza para quem chegasse. Essa fama fez da cidade uma das mais influentes do mundo muçulmano, em uma combinação benéfica de religião e cultura.
Seu pai, Maomé ibne Abedalá Alfiri, acabou se tornando um rico comerciante.
 Fatima acabou perdendo em pouco tempo seu pai, seu marido e seu irmão, deixando-a apenas com uma irmã, Mariam, e uma herança grande o suficiente para garantir a independência financeira das duas. As duas receberam a melhor educação da época e assim resolveram usar sua herança para trazer benefícios para a comunidade. Ao perceber que as mesquitas da cidade não tinham como acomodar tantos devotos, alguns deles fugindo da Espanha, Mariam mandou construir a Mesquita dos Andalusinos.
Acredita-se que Fatima tenha se casado e tido dois filhos, mas não se sabe se ela tenha tido filhas. Como as sociedades da época tinham sucessão garantida por via masculina, se ela tivesse tido filhas é provável que os nomes tenham sido retirados ou ocultados.

## A mesquita

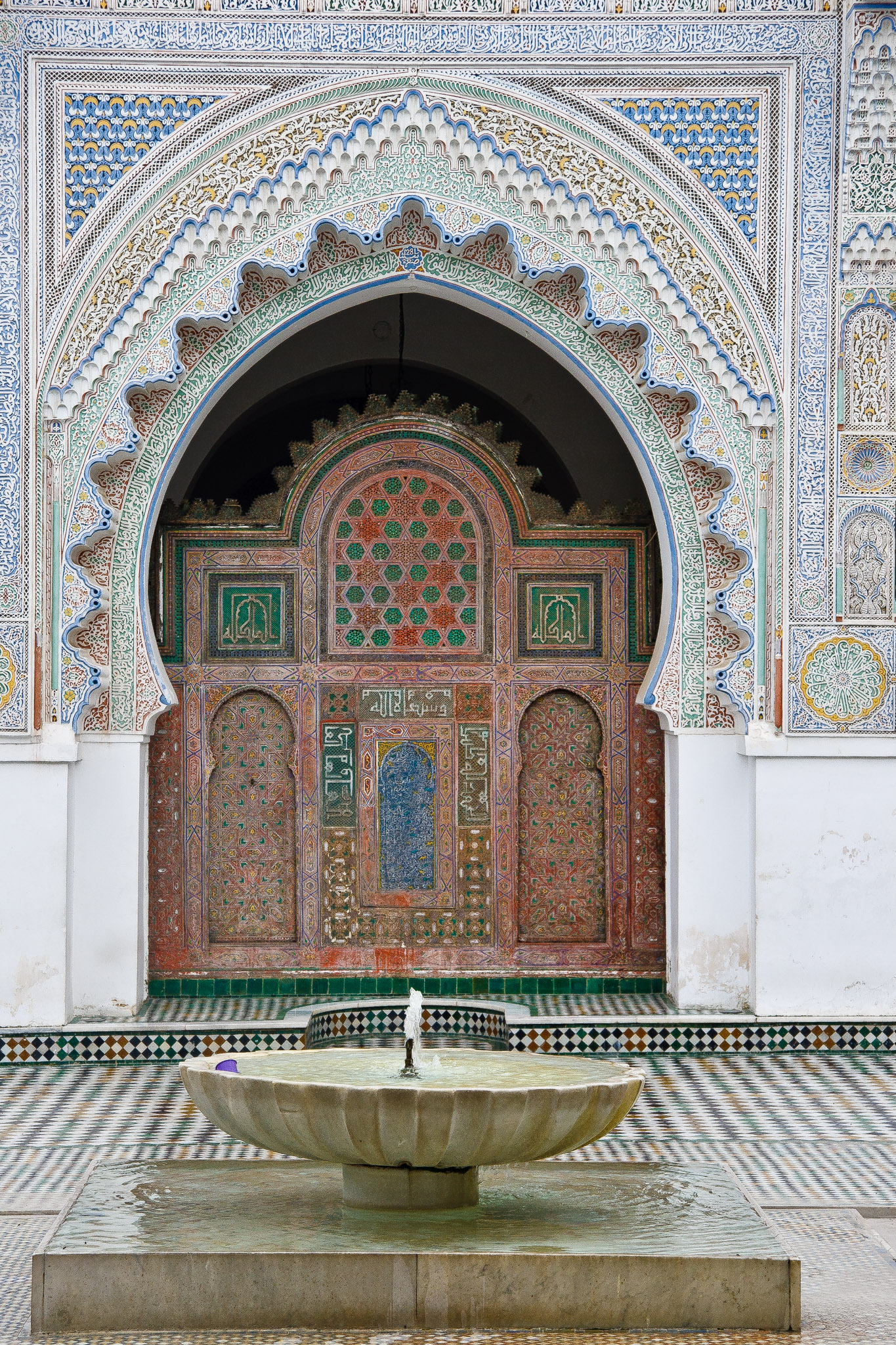
Mesquita dos Andalusinos e a universidade

Fatima começou a comprar propriedades adjacentes à mesquita. Teria jejuado rigidamente desde o primeiro dia da construção no começo do ramadã, de 859, até o projeto estar pronto dois anos depois. Mesquistas, além de locais de culto e caridade, também serviam de locais de estudos e logo ela se tornou um local de disseminação de conhecimento e isso acabou impulsionando a construção de outras madraças, o que acabou por atrair mais estudiosos e potenciais alunos para a região.
Logo surgiria uma universidade no local para poder acomodar o fluxo de pensadores, políticos, administradores e alunos que chegavam a Fez. Tornou-se um lugar fomentador do saber, de interações políticas e sociais, tornando-se um eixo fundamental do califado. Em Fez, enquanto a Europa estava mergulhada no obscurantismo da Idade Média, foram feitas importantes contribuições para a filosofia, matemática, engenheria, arquitetura, medicina, cartografia, que só seriam descobertas pelo ocidente durante a Renascença.

A Mesquita dos Andalusinos acabou e tornando uma das maiores do Norte da África. A universidade que cresceu em seu terreno foi a responsável pelo surgimento de pensadores importantes como Maimônides, filósofo e médico judeu, que estudou na universidade já que não havia preconceito com estudantes não muçulmano. Outro aluno ilustre foi o Papa Silvestre II, responsável por introduzir e popularizar os números arábicos na Europa e o conceito do zero.
Por volta do século XIV, a universidade tinha uma biblioteca que continua até hoje sendo a mais antiga ainda em operação, contendo em seu acervo alguns dos documentos muçulmanos mais antigos do mundo. Esteve fechada para uma restauração e foi reaberta ao público. A universidade continua formando alunos desde sua fundação como um anexo da mesquita, Acredita-se que, em seu auge, a universidade abrigou até 8 mil alunos, no século XIV.